# Cleopatra I
Cleopatra Tea Epifane, detta Sira (in greco antico: Κλεοπάτρα Θεά Ἐπιφανής Σύρα?, Kleopátra Theá Epiphanés Sýra; 215 a.C. circa – 176 a.C.), chiamata nella storiografia moderna Cleopatra I o Cleopatra Sira, è stata una regina seleucide, che per matrimonio diventò regina consorte e poi reggente dell'Egitto tolemaico.

## Biografia

### Origini familiari
Cleopatra nacque all'interno della dinastia seleucide, figlia di Antioco III il Grande e Laodice III. Suoi nonni paterni erano Seleuco II Callinico e Laodice II, quelli materni Mitridate II del Ponto e Laodice. Aveva diversi fratelli: Antioco minore, Laodice IV, Seleuco IV Filopatore, Antiochide (moglie di Ariarate IV di Cappadocia) e Antioco IV Epifane.

### Regina d'Egitto
Nel 193 a.C. Cleopatra, a seguito degli accordi per la fine della quinta guerra siriaca, andò in sposa a Tolomeo V, con il quale ebbe tre figli Tolomeo VI, Cleopatra II e Tolomeo VIII. Nel 187 a.C. fu nominata visir. Alla morte del marito, nel 180 a.C., regnò insieme al figlio Tolomeo VI fino alla morte avvenuta nel 176 a.C.

## Discendenza
Da Tolomeo V, ebbe tre figli, due maschi e una femmina: 
- Tolomeo VI Filometore (186 a.C. – 147 a.C.) . Governò dapprima insieme a sua madre e poi insieme alla sua sorella-moglie, Cleopatra II;
- Cleopatra II Filometore Soteira (185 a.C. – 115 a.C.). Fu moglie e co-governante di suo fratello maggiore, Tolomeo VI, e in seguito di suo fratello minore Tolomeo VIII. Infine, fu reggente per Tolomeo IX e Cleopatra III;
- Tolomeo VIII Evergete Trifone (184 a.C. – 116 a.C.). Governò insieme a sua sorella-moglie Cleopatra II, già vedova di loro fratello Tolomeo VI.

## Ascendenza
|                        |                       |                       | Genitori            |  |  | Nonni |  |  | Bisnonni   |  |  | Trisnonni |  |
|                        |                       |                       |                     |  |  |       |  |  | Antioco II |  |  | Antioco I |  |
|                        |                       |                       |                     |  |  |       |  |  | Antioco II |  |  | Antioco I |  |
|                        |                       | Stratonice di Siria   |                     |  |  |       |  |  | Antioco II |  |  |           |  |
| Seleuco II             |                       |                       |                     |  |  |       |  |  | Antioco II |  |  |           |  |
|                        |                       | Laodice I             | …                   |  |  |       |  |  |            |  |  |           |  |
|                        |                       | Laodice I             | …                   |  |  |       |  |  |            |  |  |           |  |
|                        |                       | Laodice I             | …                   |  |  |       |  |  |            |  |  |           |  |
| Antioco III            |                       | Laodice I             |                     |  |  |       |  |  |            |  |  |           |  |
|                        |                       | Andromaco             | Acheo               |  |  |       |  |  |            |  |  |           |  |
|                        |                       | Andromaco             | Acheo               |  |  |       |  |  |            |  |  |           |  |
|                        |                       | Andromaco             | …                   |  |  |       |  |  |            |  |  |           |  |
| Laodice II             |                       | Andromaco             |                     |  |  |       |  |  |            |  |  |           |  |
|                        |                       | …                     | …                   |  |  |       |  |  |            |  |  |           |  |
|                        |                       | …                     | …                   |  |  |       |  |  |            |  |  |           |  |
|                        |                       | …                     | …                   |  |  |       |  |  |            |  |  |           |  |
| Cleopatra I            |                       | …                     |                     |  |  |       |  |  |            |  |  |           |  |
|                        | Ariobarzane del Ponto | Mitridate I del Ponto |                     |  |  |       |  |  |            |  |  |           |  |
|                        | Ariobarzane del Ponto | Mitridate I del Ponto |                     |  |  |       |  |  |            |  |  |           |  |
|                        | Ariobarzane del Ponto | …                     |                     |  |  |       |  |  |            |  |  |           |  |
| Mitridate II del Ponto | Ariobarzane del Ponto |                       |                     |  |  |       |  |  |            |  |  |           |  |
|                        |                       | …                     | …                   |  |  |       |  |  |            |  |  |           |  |
|                        |                       | …                     | …                   |  |  |       |  |  |            |  |  |           |  |
|                        |                       | …                     | …                   |  |  |       |  |  |            |  |  |           |  |
| Laodice III            |                       | …                     |                     |  |  |       |  |  |            |  |  |           |  |
|                        |                       | Antioco II            | Antioco I           |  |  |       |  |  |            |  |  |           |  |
|                        |                       | Antioco II            | Antioco I           |  |  |       |  |  |            |  |  |           |  |
|                        |                       | Antioco II            | Stratonice di Siria |  |  |       |  |  |            |  |  |           |  |
| Laodice                |                       | Antioco II            |                     |  |  |       |  |  |            |  |  |           |  |
|                        |                       | Laodice I             | …                   |  |  |       |  |  |            |  |  |           |  |
|                        |                       | Laodice I             | …                   |  |  |       |  |  |            |  |  |           |  |
|                        |                       | Laodice I             | …                   |  |  |       |  |  |            |  |  |           |  |
|                        |                       | Laodice I             |                     |  |  |       |  |  |            |  |  |           |  |